# Grabersdorf
Grabersdorf là một đô thị thuộc huyện Feldbach trong bang Steiermark, nước Áo. Đô thị Grabersdorf có diện tích 6,37 km², dân số cuối năm 2005 là 267 người.